# Петрос Моралис
Петрос Моралис (на гръцки: Πέτρος Μώραλης) е гръцки политик, основател на ПАСОК.

## Биография
Моралис е роден в град Валовища в 1936 година. Учи във Философския факултет на Атинския университет. Работи като филолог и влиза в политиката веднага след падането на хунтата. През 1977 г. е избран за член на Централния комитет на ПАСОК и на следващата година е избран за член на Изпълнителното бюро. Става депутат от ПАСОК от Сяр на изборите през юни 1989 г. Заместник-министър на образованието (1981-1986 и 1988-1989). През 1989 г. е бил главен секретар на министерството на националната икономика, а през 1987-1988 е главен секретар на Министерството на труда. Умира от неизлечима болест през 1992 година.
Баща е на Янис Моралис.